# Travis Stevens
Travis Stevens, (* 28. února 1986 Bellevue, Washington, Spojené státy americké) je americký zápasník-judista a grappler, stříbrný olympijský medailista z roku 2016.

## Sportovní kariéra
S judem začala v 6 letech v Tacomě. Později kombinoval judo s zápasem ve volném stylu na základní a střední škole v Auburn Riverside. V roce 2005 byl zapsán na San Jose State University, ale po roce studií univerzitu opustil a začal s tréninkem juda na východě Spojených státu v Glenville ve státě New York v tréninkovém centru vedeném Jasonem Morrisem. V roce 2007 uspěl při americké kvalifikaci na panamerické hry a při své premiéře na velké akci zvítězil. V roce 2008 se kvalifikoval na olympijské hry v Pekingu, kde ve třetím kole po vyrovnaném zápase s Němcem Ole Bischofem vypadl na šido. Od roku 2009 přešel od trenéra Morrise k Jimmy Pedrovi do Wakefieldu, kde se změnami pravidel od roku 2010 začal specializovat na boj na zemi. Jeho učitelem v grapplingu je Renzo Gracie.
V roce 2012 se kvalifikoval na své druhé olympijské hry v Londýně. V závěru úvodního kola upáčil Slovince Aljaže Sedeje a v dalším kole nasadil v prodloužení škrcení vycházející hvězdě polostřední váhy Gruzínci Avtandilu Črikišvilimu. Ve čtvrtfinále se utkal s nasazenou jedničkou Brazilcem Leandrem Guilheirem a poprvé v turnaji předvedl bodovanou techniku seoi-nage, kterou nakonec i zvítězil na wazari. V semifinále ho čekal jeho přemožitel z Pekingu Ole Bischof. V zápasu který trval čistého času necelých sedmnáct minut se oba po celou dobu přetlačovali v úchopu. Nejblíže k bodované technice byl jeho soupeř ve třetí minutě, kdy s problémy ustál jeho výpad ko-soto-gari. Tato mírná technická převaha Němce nakonec hrála důležitou roli při hantei (praporky) v jeho neprospěch. V boji o třetí místo nastoupil proti Kanaďanu Antoinu Valois-Fortierovi a hned v první minutě neuhlídal Kanaďanův kontrachvat své uči-maty na juko a po vyčerpávajícím semifinále v sobě nenašel dost sil na zvrat. Obsadil 5. místo.
V roce 2016 se kvalifikoval na své třetí olympijské hry v Londýně. V úvodním kole si poradil na juko se Švédem Robinem Packem a v dalším kole dostal koncem třetí minuty do submise Uzbeka Shahzodbeka Sobirova. Ve čtvrtfinále proti Bulharu Ivajlo Ivanovovi předvedl ve druhé minutě zápasu nádherný přechod do držení a zvítězil na ippon. V semifinále se utkal s nasazenou jedničkou Gruzíncem Avtandilem Črikišvilim. Ve druhé minutě mu rozhodčí odpustili ippon, když Črikišvili okontroval jeho ko-soto-gake. Na konci třetí minuty se dostal do nevýhody na šido za pasivitu. Zbývala minuta do konce hrací doby, když se mu Gruzínec po nepovedeném nástupu do sode-curikomi-goši nabídl na zemi. Následoval jeho okamžitý přechod do škrcení a vítězství na submisi. Ve finále se utkal s Chasanem Chalmurzajevem z Ruska. Po minutě zápasu strhnul Chalmurzajeva na zem do pozice kterou potřeboval, ale ruský reprezentant se mu šikovně vysmekl z držení bez ztráty bodu. Začátkem třetí minuty s problémy ustál Chalmurzajevovu levou uči-matu, ale po následující uči-matě již kapituloval na ippon. Získal stříbrnou olympijskou medaili.
Travis Stevens je pravoruký judista a především vynikající grappler. Jeho judo charakterizuje agresivní boj o úchop. Z technik v postoji má krásné vysoké seoi-nage, ale tím jeho výčet technik v postoji končí. Jeho uči-mata bývá z klasického úchopu nedotažená. Kategorií samu pro sebe jsou jeho strhy, kterýma dostává soupeře do boje na zemi. Velmi ceněný je u něho jako sportovce způsob motivace na důležitý (olympijský) turnaj. Umí se správně nahecovat a jít za svým cílem. Mimo olympijské sezony jsou však jeho výkony poloviční, na mistrovství světa se zatím v žádné ze sedmi účastí nedostal do čtvrtfinále.

### Vítězství
- 2011 – 1x světový pohár (Düsseldorf, Taškent)
- 2013 – 1x světový pohár (Montevideo, Taškent)
- 2014 – 1x světový pohár (Düsseldorf)
- 2015 – 1x světový pohár (Miami)
- 2016 – turnaj mistrů (Guadalajara)

## Výsledky
| Turnaj                  | 2007             | 2008             | 2009             | 2010             | 2011             | 2012             | 2013             | 2014             | 2015             | 2016             |
| Turnaj                  | 21               | 22               | 23               | 24               | 25               | 26               | 27               | 28               | 29               | 30               |
| Turnaj                  | polostřední váha | polostřední váha | polostřední váha | polostřední váha | polostřední váha | polostřední váha | polostřední váha | polostřední váha | polostřední váha | polostřední váha |
| ----------------------- | ---------------- | ---------------- | ---------------- | ---------------- | ---------------- | ---------------- | ---------------- | ---------------- | ---------------- | ---------------- |
| Olympijské hry          |                  | úč.              |                  |                  |                  | 5.               |                  |                  |                  | 2.               |
| Mistrovství světa       | úč.              |                  | úč.              | úč.              | úč.              |                  | úč.              | úč.              | úč.              |                  |
| Panamerické hry         | 1.               |                  |                  |                  | —                |                  |                  |                  | 1.               |                  |
| Panamerické mistrovství | —                | 2.               | 1.               | 3.               | 2.               | —                | 3.               | 3.               | 3.               | 2.               |